# Олимпийский проект за права человека
Олимпийский проект за права человека (англ. Olympic Project for Human Rights, OPHR) — правозащитная организация, созданная в октябре 1967 года социологом Гарри Эдвардсом и его соратниками, включая членов олимпийской сборной США по лёгкой атлетике Томми Смита и Джона Карлоса. Целью организации был протест против расовой сегрегации в США и других странах (в первую очередь — ЮАР), а также против расизма в спорте вообще. Основными участниками проекта были афроамериканские спортсмены и лидеры афроамериканского сообщества США.
Группа выступала за бойкот Олимпийских игр 1968 года в Мехико в случае, если не будут выполнены 4 условия:
- Запрет на участие в Олимпийских играх для ЮАР и Родезии;
- Возвращение Мохаммеду Али титула чемпиона мира по боксу в тяжёлом весе;
- Отставка Эвери Брендеджа с поста президента МОК;
- Более широкий наём афроамериканцев в качестве помощников тренеров.

Хотя олимпийский бойкот не был поддержан большинством афроамериканских спортсменов, на Олимпийских играх произошла вызвавшая широкий резонанс антирасистская демонстрация. Во время награждения победителей в беге на 200 метров среди мужчин Томми Смит и Джон Карлос вышли на пьедестал босиком и во время исполнения американского гимна подняли вверх руки в чёрных перчатках в известном антирасистском приветствии «Black Power». Оба спортсмена были исключены из команды США и выдворены из олимпийской деревни, однако в их поддержку выступили многие афроамериканские, а также некоторые белые спортсмены (среди последних — стоявший с ними на подиуме австралиец Питер Норман, серебряный призёр на дистанции 200 м, и участник соревнований на дистанции 400 м Мартин Йеллингхауз из ФРГ, команда гребцов Гарвардского университета), которые носили на груди значки OPHR.